# Neodrepanis coruscans
Neodrepanis coruscans е вид птица от семейство Philepittidae.

## Разпространение
Видът е разпространен в Мадагаскар.